# مدها باتكار
مدها باتكار Medha Patkar (من مواليد 1 ديسمبر 1954). ناشطة اجتماعية هندية، برزت من خلال عملها في عدد من القضايا السياسية والاقتصادية المهمة التي تتعلق بالقبائل والمزارعين والنساء وطائفة الداليت وجميع الفئات التي تتعرض للاضطهاد والظلم في الهند. خريجة من معهد تاتا للعلوم الاجتماعية، والذي يعتبر من أبرز مراكز الأبحاث الاجتماعية في الهند.
باتكار عضو مؤسس في الحركة الشعبية «نارمادا باشا أندولا». انخرطت هذه الحركة في النضال من أجل تحقيق العدالة للأشخاص المتضررين من السدود التابعة لمشروع ساردار ساروفار، خاصة أولئك الذين سيفقدون منازلهم. ساهمت باتكار في تأسيس التحالف الوطني للحركات الشعبية، وهو تحالف يضم مئات المنظمات الشعبية التقدمية. بالإضافة لذلك كانت باتكار مفوضةً في اللجنة العالمية للسدود، وأجرت بحثًا شاملًا في الجوانب البيئية والاجتماعية والسياسية والاقتصادية وآثار بناء السدود الكبيرة على مستوى العالم وبدائلها المحتملة. كانت أيضًا المنسق الوطني ومن ثم الناطقة باسم التحالف الوطني للحركات الشعبية لسنوات عديدة، وما زالت تعمل كمستشارة للتحالف، وشاركت في دعم العديد من التجمعات الجماهيرية في جميع أنحاء الهند ضد اللامساواة والتشرد والظلم الذي يحدث تحت اسم التنمية. تحدت باتكار في عملها الطائفية والإثنية وجميع أنواع التمييز، وكانت عضوًا في العديد من الفرق واللجان التي عملت على صياغة مختلف السياسات والتشريعات الوطنية ومنها تلك المتعلقة باستملاك الأراضي، والباعة المتجولين، وسكان الأحياء الفقيرة.

## حياتها المبكرة
ولدت مدها باتكار باسم مدها خانولكار في 1 ديسمبر 1954 في مومباي، ماهاراشترا. والدها فاسانت خانولكار، كان مناضلًا من أجل الحرية وزعيم نقابة عمالية، وأمها إندوماتي خانولكار، عاملة في قسم البريد والتلغراف في إحدى الجرائد. لديها أخ واحد هو ماهيش خانولكار الذي يعمل كمهندس معماري.
حصلت مدها خانولكار على درجة الماجستير في العلوم الاجتماعية من معهد تاتا.

## عملها كناشطة
عملت باتكار مع العديد من المنظمات التطوعية في الأحياء الفقيرة في مومباي لمدة 5 سنوات، ثم في المناطق القبلية في شمال شرق ولاية غوجارات لمدة 3 سنوات، وعملت كعضو هيئة تدريسية في معهد تاتا للعلوم الاجتماعية لكنها تركت هذا المنصب للتفرغ للعمل الميداني. وبدأت الدراسة لنيل درجة الدكتوراه من نفس المعهد في مجال تنمية الاقتصاد وتأثيره على المجتمعات التقليدية، لكنها لم تستطع الحصول على الدكتوراه بعد أن تفرغت للعمل في المجتمعات القبلية والفلاحية ضمن الحركة الشعبية.

### حركة نارمادا باشا أندولا
نارمادا باشا أندولا هي حركة اجتماعية تتمثل أهدافها الرئيسية في الاحتجاج على السد الذي بدأ بناؤه على نهر نارمادا في عام 1985. انضم للحركة المزارعون وصيادو السمك والعمال في حوض نهر نارمادا جنبًا إلى جنب مع علماء البيئة وناشطي حقوق الإنسان والعلماء والأكاديميين والفنانين الذين يدافعون عن التنمية العادلة والمستدامة.
كان مشروع سد ساردار ساروفار أحد أكبر السدود في منطقة نارمادا، ولكن الناشطين شككوا في التكاليف الاجتماعية والبيئية والتخطيط غير الديمقراطي والتوزيع غير العادل للفوائد المتوقعة من السد. وما زال الصراع مستمرًا في المناطق المتضررة من سد ساردار ساروفار ومن السدود الكبيرة والمتوسطة على نهر نارمادا وروافده.